# Kostinbrod
Pour la commune, voir Kostinbrod (obchtina).
Kostinbrod (bulgare : Костинброд) est une ville de l'ouest de la Bulgarie, située dans l'oblast de Sofia. Elle est le chef-lieu de la commune de Kostinbrod.

## Géographie
La ville de Kostinbrod est située dans l'ouest de la Bulgarie, à 16 km au nord-ouest du centre de la capitale Sofia. Elle est implantée dans le nord du Bassin de Sofia, à moins de 10 km au sud du massif du Grand Balkan.